# Vitichindo
Vitichindo, noto anche come Vuitechindo, Vitikindo, Witichindo, Widukind o Wittekind (Vestfalia, 730 circa – Enger, 7 gennaio 810), è stato un condottiero sassone.
Fu il principale condottiero della resistenza dei Sassoni contro l'espansione dell'Impero carolingio guidato da Carlo Magno durante le guerre sassoni del tardo VIII secolo. Figura centrale nella difesa dell'identità politica e religiosa della Sassonia pagana, Vitichindo divenne simbolo della lotta contro la cristianizzazione forzata e la dominazione franca. Dopo la sua conversione al Cristianesimo e la successiva integrazione nell'ordine carolingio, la sua memoria continuò a vivere nella tradizione sassone e, secoli più tardi, fu riscoperta come emblema nazionale nella costruzione dell'identità tedesca ottocentesca.

## Biografia

### Origini e contesto storico
Vitichindo nacque intorno al 730 nella regione della Vestfalia, all'epoca abitata da popolazioni sassoni organizzate in comunità tribali indipendenti. Appartenente a una delle famiglie di rango elevato, secondo la tradizione si impose come uno dei capi principali della Vestfalia, benché la documentazione coeva non consenta di precisare il titolo o il ruolo formale che egli ricopriva.
Secondo alcune ricostruzioni genealogiche moderne, Vitichindo sarebbe stato sposato con Geva, sorella di Sigfred, re leggendario di Danimarca, sebbene non esistano fonti coeve a confermare questa parentela.
Nel corso dell'VIII secolo, i Sassoni rappresentavano una delle ultime grandi popolazioni germaniche rimaste estranee al processo di cristianizzazione e di integrazione nell'Impero carolingio. La loro resistenza al dominio franco, favorita dalla struttura sociale frammentata e dall'adesione persistente al culto pagano, portò a una lunga serie di conflitti, noti come guerre sassoni, che si protrassero per più di trent'anni. In questo contesto, Vitichindo emerse come figura simbolica della difesa dell'identità politica e religiosa sassone.

### Le guerre sassoni
Nel 772 l'imperatore Carlo Magno avviò una lunga campagna militare volta a sottomettere i Sassoni, distruggendo il loro principale santuario religioso, l'Irminsul. Dopo la prima fase del conflitto, molti capi tribali si sottomisero formalmente all'autorità franca, mentre Vitichindo si oppose con decisione.
Nel 777, mentre Carlo Magno convocava un'assemblea a Paderborn per consolidare il controllo sulla Sassonia, Vitichindo risultava rifugiato presso il re Sigfred di Danimarca, l'ipotizzato fratello della consorte Geva.
Nel 778, approfittando dell'assenza di Carlo Magno, impegnato nella spedizione iberica culminata con la battaglia di Roncisvalle, Vitichindo rientrò in Vestfalia e guidò una nuova insurrezione, caratterizzata da incursioni e devastazioni nei territori franchi limitrofi. La rivolta si protrasse con alterne vicende fino al 782, quando le truppe sassoni, sotto il comando di Vitichindo, inflissero una pesante sconfitta all'esercito franco presso le montagne del Süntel, causando la morte di due importanti ufficiali di Carlo Magno, Adalgiso e Geilone.
La reazione franca fu spietata: Carlo Magno ordinò il massacro di circa 4.500 prigionieri sassoni a Verden, in uno degli episodi più controversi della sua figura. Nonostante il duro colpo inflitto alla resistenza sassone, Vitichindo riuscì a fuggire nuovamente in territorio danese, continuando a rappresentare il punto di riferimento delle aspirazioni indipendentiste dei Sassoni.

### Conversione al Cristianesimo
Dopo anni di guerra e devastazione, nel 785 Vitichindo si arrese a Carlo Magno e accettò di convertirsi al cristianesimo. Il battesimo avvenne nella residenza reale di Attigny, in presenza dell'imperatore, che assunse il ruolo di suo padrino.
La conversione di Vitichindo ebbe un forte valore simbolico: non solo rappresentò la sottomissione personale del capo ribelle, ma sancì anche l'inizio della cristianizzazione forzata del suo popolo. In seguito al battesimo, Vitichindo ricevette un onorevole trattamento di corte e visse probabilmente come funzionario o vassallo di Carlo Magno, pur senza occupare più un ruolo politico rilevante in Sassonia.

### Ultimi anni e morte
Dopo la sua conversione, Vitichindo scomparve quasi completamente dalle cronache ufficiali. È probabile che trascorresse gli ultimi anni della sua vita lontano dalla scena politica, dedicandosi alla promozione del cristianesimo tra le popolazioni sassoni.
Secondo la tradizione, Vitichindo morì il 7 gennaio 810 a Enger, nell'odierna Renania Settentrionale-Vestfalia. La leggenda vuole che sia stato sepolto nella chiesa della collegiata di Enger, dove una monumentale tomba medievale è stata tradizionalmente associata alla sua figura. Tuttavia, studi archeologici hanno dimostrato che l'attuale monumento risale a un'epoca posteriore e non può essere considerato autentico.

### Sepoltura e culto postumo
La figura di Vitichindo venne progressivamente trasfigurata dalla tradizione popolare e religiosa sassone. Sebbene la sua tomba nella collegiata di Enger non sia coeva alla sua epoca, essa divenne nel corso dei secoli un importante luogo di memoria.
Intorno alla sua figura si sviluppò anche una serie di leggende relative alla cristianizzazione della Sassonia e alla protezione dei tesori ecclesiastici. Alcuni oggetti sacri, tra cui una presunta coppa battesimale donata da Carlo Magno, furono associati al suo nome e conservati a Enger, andando a costituire il cosiddetto tesoro di Dionigi.
Nel XIX secolo, durante l'affermazione del nazionalismo tedesco, Vitichindo fu celebrato come eroe della resistenza contro la dominazione franca e trasformato in un simbolo della lotta per l'indipendenza politica e religiosa.

## Eredità storica e culturale
La figura di Vitichindo continuò a esercitare una forte influenza sull'immaginario storico tedesco, soprattutto a partire dal XIX secolo, quando fu reinterpretato come simbolo dell'identità nazionale. Le sue lotte contro l'espansione carolingia furono celebrate come espressione della difesa delle antiche libertà germaniche contro l'oppressione straniera.
Nel contesto della storiografia e della cultura popolare, Vitichindo è stato rappresentato come il campione di una Germania pagana e indipendente, contrapposta alla cristianizzazione imposta dall'Impero franco. Questo processo di mitizzazione trovò espressione non solo nella letteratura patriottica, ma anche nelle arti visive e nella cultura commemorativa.
Ancora oggi, monumenti, musei e toponimi in Germania ricordano il suo nome, a testimonianza della perdurante risonanza storica della sua figura.